# Ослабление фотоизображения
Ослабление — химический процесс уменьшения оптической плотности фотографического изображения.
Необходим для исправления неправильно проэкспонированных или обработанных фотоматериалов, также применяется для достижения определённого эффекта.
Достигается за счёт удаления из фотоэмульсионного слоя части металлического серебра путём превращения его в растворимую соль.

## Типы ослабителей
Поверхностный ослабительодинаково уменьшает все плотности изображения. Контраст изображения практически не меняется. Используется для удаления вуали или снижения общей плотности негатива
Пропорционый ослабительуменьшает все плотности негатива в определённое число раз. Визуально — чем больше плотность, тем больше она будет ослаблена. Уменьшает контраст изображения.
Сверхпропорционый ослабительдействует аналогично с пропорциональным, но воздействует на более плотные участки сильнее. Сильно уменьшает контраст изображения.
Субпропорциональный ослабительзначительно уменьшает малые плотности, практически не воздействуя на большие. Увеличивает контраст изображения.